# Miconia alborufescens
Miconia alborufescens är en tvåhjärtbladig växtart som beskrevs av Charles Victor Naudin. Miconia alborufescens ingår i släktet Miconia och familjen Melastomataceae. Inga underarter finns listade i Catalogue of Life.